# Namibia Commercial Aviation
Namibia Commercial Aviation (NCA) es una aerolínea charter con base en Namibia que efectúa vuelos con un Douglas DC-6B. La aerolínea tiene su base de operaciones en el Aeropuerto de Windhoek Eros.

## Historia
La aerolínea predecesora de NCA fue Hire and Fly, fundada en 1977.  Chris Schutte, un antiguo ingeniero de South African Airways fundó Hire and Fly, que operaba aviones de Cessna monomotor y bimotor.
En 1989, Hire and Fly se expandió, haciéndose con la flota de aeronaves Cessna de Namib Air (ahora Air Namibia). En 1992, la aerolínea tenía en operación siete Cessna 210 y ocho aeronaves bimotor Cessna 310 cuando la compañía cambió el nombre a Namibia Commercial Aviation.

### Adquisición del Douglas DC-6A
En diciembre de 1990, recibió un contrato de las Naciones Unidas para proporcioar un carguero aéreo al territorio bélico de Angola. La compañía adquirió un Douglas DC-6A, registrado como V5-NCB y que comenzó a volar en junio de 1991. Un segundo DC-6A fue adquirido en septiembre de 1991. Ambos fueron alquilados a aerolíneas del Zaire en octubre de 1993, aunque uno fue devuelto y vendido al año siguiente.